# 米基·聖荷西
米基·聖荷西·多明戈斯（西班牙語：Mikel San José Domínguez，1989年5月30日—）是西班牙足球運動員，司職中堅。

## 球會生涯

### 早年
米克尔·圣何塞在6歲時便學習踢球，16歲那年進入毕尔巴鄂青訓學院踢青年B隊，在2006/07球季晉升至青年A隊，該季他共上場27次及打進5球。
2007年8月，英超球會利物浦據報以40萬歐元簽下18歲的圣何塞並簽約三年。他在接下來的兩個賽季都在預備組效力，並贏得2007/08年英超預備組冠軍。縱使他時常與一隊一起訓練，但始終未曾替一隊上場，最多只是一名未用替補球員。

### 毕尔巴鄂
2009年8月，圣何塞被外借回毕尔巴鄂以獲得一隊上場比賽鍛鍊機會。他獲發12號球衣，並在9月17日欧足联欧洲联赛對奧地利維也納首次職業上場。但他要等到11月8日才首次在西甲上場，參加以2-0擊敗桑坦德競賽的聯賽，效力首個球季他在各項賽事上場30次及打進3球。
2010年5月19日，他與毕尔巴鄂簽下一份長達5年的合約。12月5日，他首次參加巴斯克德比，該場對皇家蘇斯達的賽事由他主射點球並最終以2-0取勝。2011/12球季，球隊打進西班牙國王盃決賽和歐霸盃決賽，兩場賽事他只是未用的替補球員，而球隊他兩項決賽均敗北而回。
2012/13球季，他在各項賽事打進6球，其中5球是在聯賽，而球隊以第12名完成聯賽。他常常被主教練馬些路·比爾沙安排出任防守中場。他首顆歐洲聯賽進球是2012–13年歐霸盃以3-3打和HJK赫尔辛基的賽事。
2013年9月16日，圣何塞打在首顆在新圣马梅斯球场的入球，助球隊以3-2擊敗皇家維戈塞爾塔。2014年11月25日，他打進在首顆欧洲冠军联赛進球，助球隊在小組賽對頓內次克礦工以1-0取勝，但球隊未能晉級至淘汰賽。2015年西班牙超級盃首回合對巴塞罗那的比賽，他亦有進球。他趁對方門將马克-安德烈·特尔施特根解圍後在50米遠射破網。
2019年9月是他效力毕尔巴鄂第10個球季。11月24日對奥萨苏纳的比賽是他第300次在西甲上場，球隊以2-1取勝打破對手主場31場不敗紀錄。
2020年7月，球會確認夏季不會與圣何塞續約。儘管他的合約因2019冠状病毒而短暫延長，他最後一次進入毕尔巴鄂比賽名單是7月16日，但只是沒有上場的替補球員；最後一次上場則是四個月前的國王盃半決賽。由於決賽舉行日期在他合約完結日期後，因此沒有機會參賽。

### 伯明翰
2020年9月21日，他與英冠球會伯明翰簽約加盟，並在10月20日作客诺里奇的比賽首次代表新球會上場，結果以1-0落敗。

## 國家隊生涯
聖荷西曾代表西班牙U19參加2007年歐洲U-19足球錦標賽，在U19上場16次後晉升至西班牙U21。
2014年8月29日，他被西班牙教練比森特·德尔·博斯克徵召入選國家隊名單參加9月份對法國和馬其頓國家足球隊的賽事。9月4日，聖荷西首次代表西班牙上場，參加對法國的友誼賽，他踢滿全場90分鐘。他亦入選2016年歐洲足球錦標賽的23人參賽名單。
此外聖荷西亦有替非正式的巴斯克代表隊上場比賽。

## 外部連結
- 畢爾包檔案 （英文）
- BDFutbol檔案 （页面存档备份，存于） （英文）
- Transfermarkt檔案 （页面存档备份，存于） （英文）